# Црква Свете Петке у Куљанима
Црква Свете Петке у Куљанима посвећена је великој хришћанској светитељки Светој Петки. Изградњу цркве предводио је свештеник Мирослав Малиновић по благослову Његовог преосвештенства епископа бањалучког Јефрема. 
Изградња цркве започела је 2006. године, а исте године освећен је темељ и настављена даља градња. Године 2009.  црква је покривена и освећена су три црквена звона. 
Цркву је освјештао епископ бањалучки Јефрем 27.10.2012. године, 
, а на празник Светог Петра Дабробосанског 2017. године освјештана је парохијска сала. 

## Парохија куљанска
Парохија куљанска основана је 2003. године по благослову Његовог преосвештенства епископа бањалучког Јефрема. Парохију чине бањалучка приградска насеља Куљани и дио Туњица. Од 2001. године у перохији куљанској службује протојереј Мирослав Милановић. 